# Jardín Botánico de Gotemburgo
El Jardín Botánico de Gotemburgo o en sueco Göteborgs botaniska trädgård es el Jardín botánico más grande de Suecia, que se encuentra en las afueras de la ciudad de Gotemburgo.
El jardín propiamente dicho posee una extensión de 40 ha, pero adosado al parque Slottsskogen, tiene una extensión de 175 ha (unos 430 acres), estando incluido el Arboreto y la reserva natural.
Es miembro del BGCI, participa en programas de la Agenda Internacional para la Conservación en los Jardines Botánicos. Su símbolo es la anémona de bosque.
El código de reconocimiento internacional del "Göteborgs botaniska trädgård" como miembro del "Botanic Gardens Conservation Internacional" (BGCI), así como las siglas de su herbario es GB.

## Localización
Göteborgs botaniska trädgård, Carl Skottsbergs Gata 22, Göteborg, Västra Götaland S-413 19 Sverige-Suecia
Planos y vistas satelitales.57°40′50.88″N 11°57′16.56″E / 57.6808000, 11.9546000
La entrada es libre.

## Historia

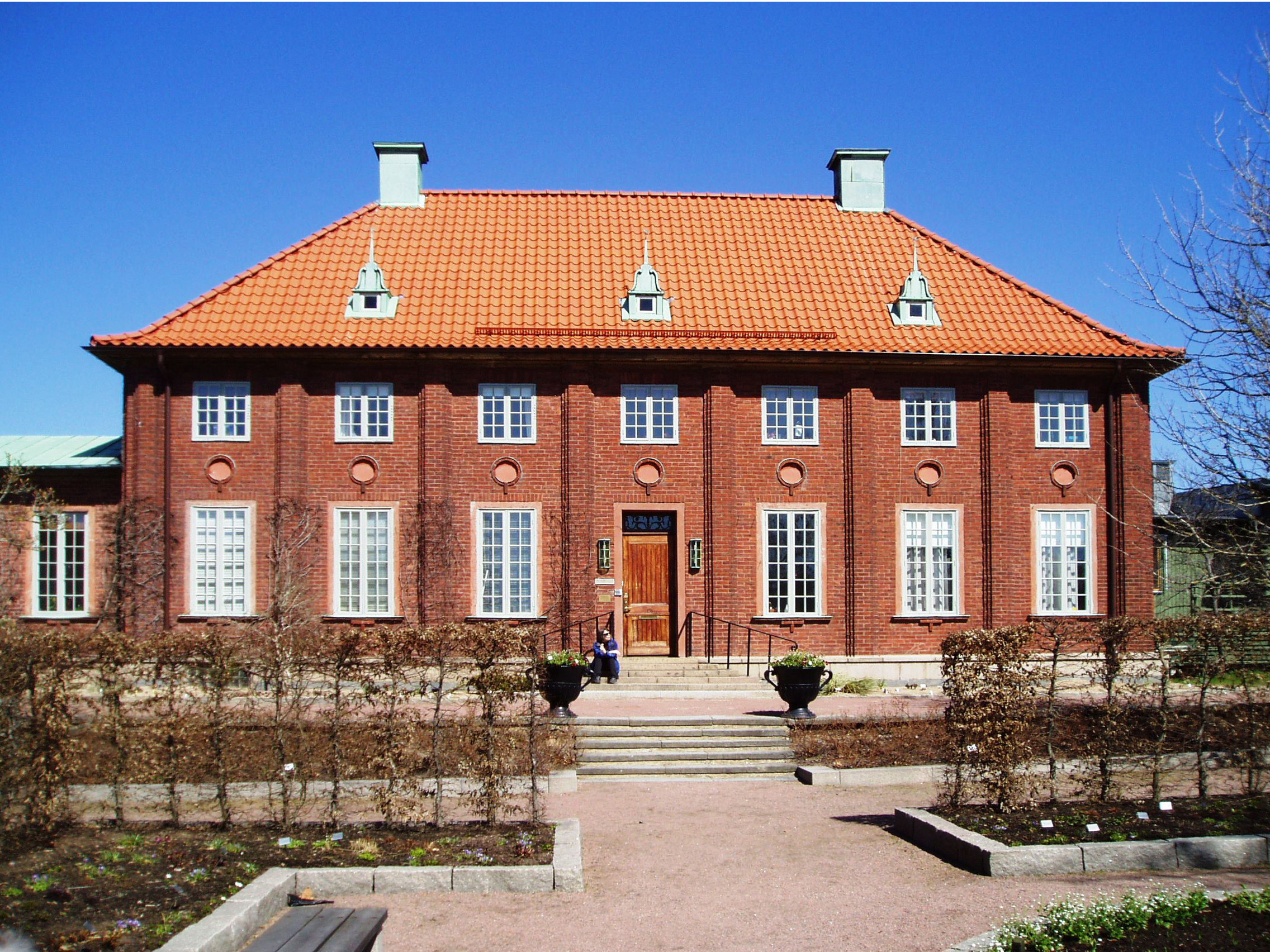
Edificio administrativo del Jardín Botánico de Gotemburgo.

El Jardín Botánico de Gotemburgo se diferencia en numerosos aspectos de otros jardines botánicos europeos tradicionales. Este jardín botánico fue concebido y planificado por la municipalidad de Gotemburgo en 1910, se inauguró en 1923".
En este jardín botánico se hace un hincapié especial, en el aspecto de la Horticultura, y con un enfoque muy concreto en la vida comunitaria sueca.
Actualmente es un jardín público. Durante mucho tiempo fue administrado por el consistorio de la ciudad de Gotemburgo, pero actualmente es parte de la entidad más amplia como es la región de Västra Götaland.

## Colecciones
- Arboreto

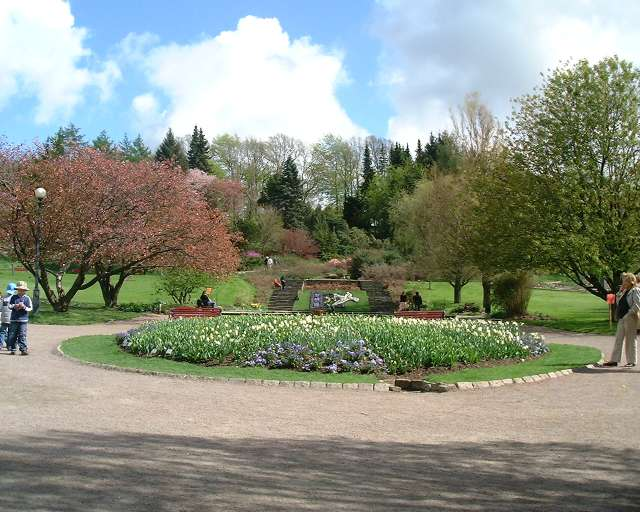
Entrada al Jardín Botánico de Gotemburgo.

Con unas 15 ha de los bordes externos del jardín sus especímenes se plantaron en los años 50, con árboles y arbustos foráneos tales como Cercidiphyllum japonicum, el fósil viviente Metasequoia glyptostroboides y muchas otras especies.
Algunas especies tienen un gran interés horticultor, y podrían jugar un gran papel en las futuras plantaciones públicas del sur de Suecia.
- Rincón japonés

El Japandalen es un lugar para la contemplación y la tranquilidad. Observe las láminas de agua o dese un paseo sobre el puente, mientras admira las plantas herbáceas, árboles o arbustos del Extremo Oriente. Especialmente significativos son las magnolias, azaleas y los cerezos, pero también es digno de mención el "Arbusto de copas japonés" (Viburnum furcatum) y los árboles katsura.
En mayo el suelo se cubre con las flores de la planta "amapola de bosque" (Hylomecon japonica). En otoño los árboles y arbustos presentan una sinfonía de color.
- Rocalla

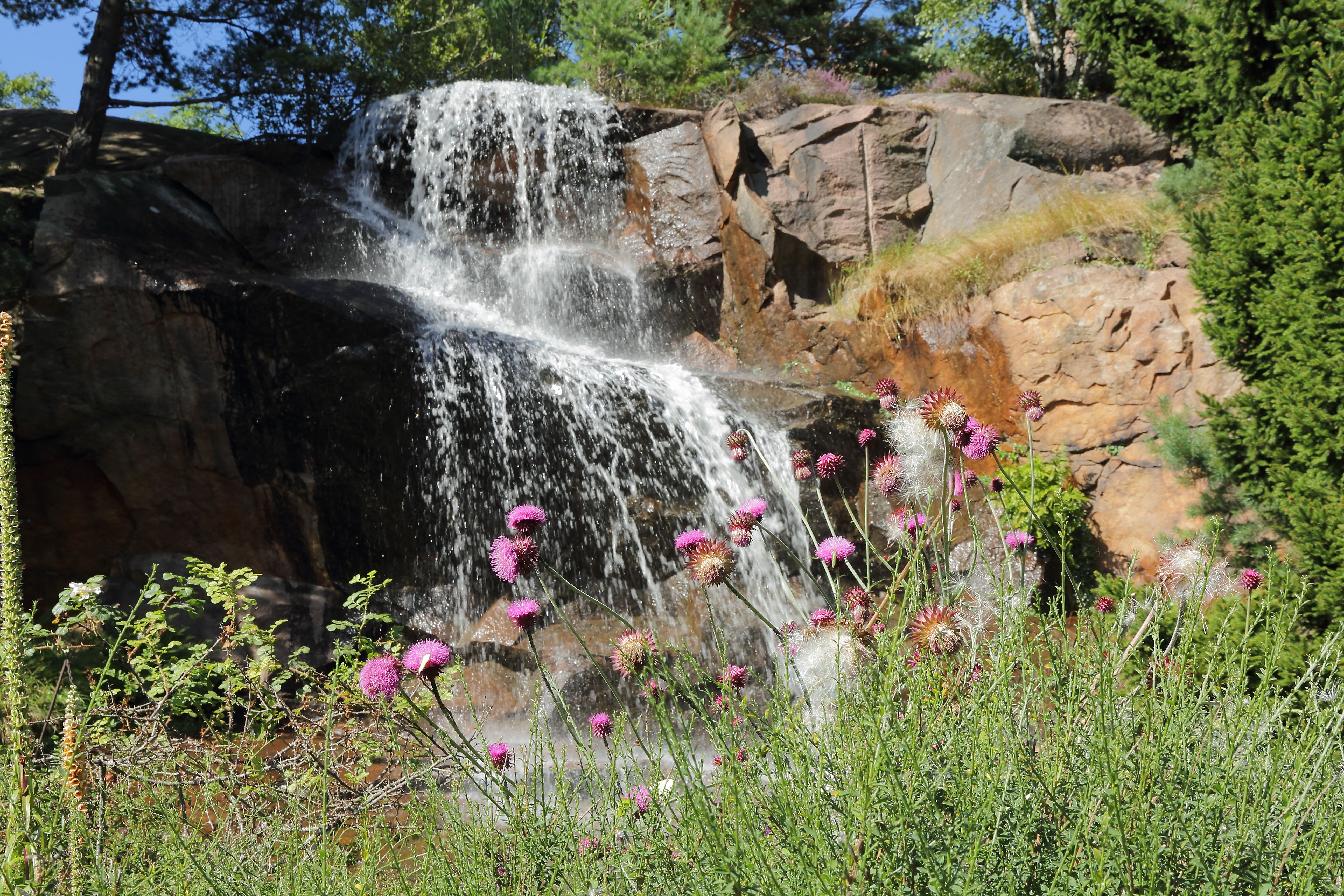
Cascada en la rocalla del Jardín Botánico de Gotemburgo.

Las plantas de la Rocalla o Klippträdgården, se distribuyen de acuerdo con su origen geográfico. En Europa gencianas, edelweiss, cerezos alpinos enanos (Prunus prostata), saxifragas, "amapola alpina" (Papaver alpinum) y escobón de flor. Muchas de estas plantas son apropiadas para cualquier jardín de las zonas templadas.
Asia se divide en diferentes partes para darle las condiciones de desarrollo más óptimas para los delicados especímenes cultivados. La planta de los alrededores del lago Baikal (Pulsatilla patens) necesita condiciones de luz solar directa y calor, mientras que para abrir sus flores azul celeste, la Meconopsis del Himalaya necesitan de un ambiente más frío y húmedo.
La zona de América se distribuye según las variaciones climáticas del continente. Los lirios de bosque (Trillium), el diente de perro violeta (Erythronium) y los árboles copos de nieve (Halesia) se desarrollan bien en la sombra. En lugares soleados se sitúan la Yuca, Heuchera y algunos cactus resistentes. La planta Sarracenia, una devoradora de insectos, medra en una zona pantanosa.
Las flores de muchas especies americanas poseen unos colores naranja brillantes con los que en su hábitat nativo atraen a los colibríes que las polinizan.
El hemisferio Sur es la sección más pequeña de la Rocalla. Se pueden encontrar el Oxalis suramericano con sus grandes flores compartiendo el espacio con la Acanea de Nueva Zelanda.
El 14 de junio de 2003, se añadió un apartado con plantas de la flora griega —Flora Hellenica—.
- El huerto familiar

Cuando se abre la puerta verde de madera que da paso al huerto familiar o Köksträdgården, se encuentra uno caminando dentro de un jardín de berzas pulcramente ordenado y cuidado. Los vegetales que aquí se labran, siguen un sistema de rotación de cultivo de ciclo de cuatro años.
También es interesante la colección de manzanos locales de la zona oeste de Suecia, que se muestran guiados en espalderas.
- El valle de los Rododendros

Suelos ácidos, una humedad elevada, una localización resguardada del viento y un clima invernal moderado, son las condiciones que hacen de esta colección de rododendros salvajes o Rododendrondalen, sea una de las mayores de todos los países nórdicos. Aquí se exhiben, más de doscientas especies silvestres y al menos el doble de cultivares.
Durante la mayor parte del año se puede encontrar alguno de ellos en floración. Los colores más frecuentes son rosas y rojos, pero también se pueden encontrar blancos, amarillos, púrpuras y azules.
Es sabido que Rhododendron dauricum es uno de los más resistentes a las condiciones adversas del tiempo, y que comienza su floración a finales del otoño.

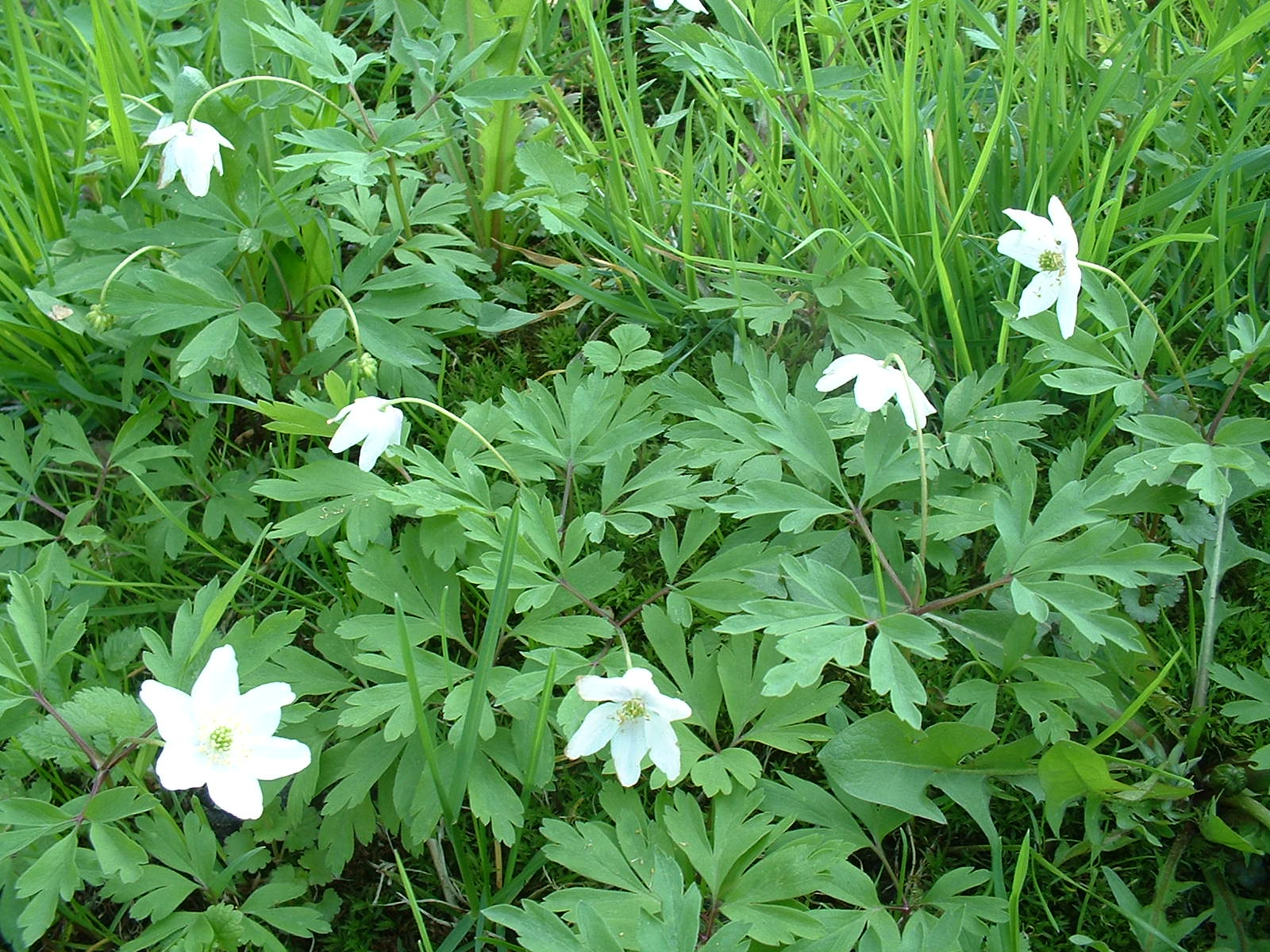
Anemone nemorosa, o "Anémona de bosque", planta emblemática del Jardín Botánico de Gotemburgo.

Las especies híbridas, las denominadas azaleas de jardín, alcanzan su máxima floración a principios de junio, mientras que otras de sus parientes silvestres, más delicadas pueden florecer antes o después. La mayor floración en general, ocurre entre mediados de mayo y principios de junio.
- El valle de las anémonas

Para los visitantes que acudan a finales de abril o principios de mayo, merece la pena que se den un paseo por El Valle de la Anémonas o Vitsippsdalen en sueco.
Durante este periodo, la anémona de bosque, (Anemone nemorosa, el emblema del Jardín botánico) se encuentra en plena floración,
y las laderas de las colinas aparecen blancas de flores como si se encontraran cubiertas de nieve.
Estas flores se encuentran durante un período limitado, justo antes de que salgan las hojas de los árboles y el suelo del bosque se encuentre en penumbra.
El valle de las anémonas forma parte de la reserva natural de Änggårdsbergen, donde se mantiene la Madre Naturaleza en estado de libertad, y los árboles se cortan solamente cuando se caen en los caminos, interceptando el paso.
- La casa de las palmeras

Esta es parte del Jardín Botánico de Gotemburgo que se encuentra en el mismo jardín, en su límite, dominando al parque contiguo de Trädgårdsföreningen.
El invernadero es un edificio histórico emblemático que en sí mismo está protegido, siendo la expresión del interés que se despertó durante los inicios del pasado siglo hacia la flora de los países de climas más cálidos. Los grandes viajes de descubrimiento aumentaron grandemente la suma de conocimientos sobre los trópicos, una área previamente inaccesible a los europeos.
Este palacio de cristal victoriano es un lugar exótico y de gran valor tanto en su arquitectura como en el contenido. Construido en 1878 la Casa de las Palmeras fue restaurada completamente durante el periodo de 1981-85. De los muchos invernaderos de estilo victoriano construidos en Europa solo unos pocos de ellos permanecen, siendo este uno de ellos.
Muchas de las variedades de plantas que contienen son variedades hortícolas con unas 2000 plantas diferentes de las que normalmente se encuentran en cualquier Jardín botánico moderno. Con la tecnología moderna se han introducido discretamente un control del grado de humedad, de la temperatura y de la luz.